# Сложные окончания
Сложные окончания (игровой эндшпиль) — шахматные окончания, в которых у каждой из сторон помимо короля имеется не менее 2 фигур.
Является промежуточной фазой между миттельшпилем и техническим окончанием.
Ввиду малого количества фигур по сравнению с миттельшпилем роль расчёта вариантов уступает место плановой игре («мышление схемами»).

## Примеры

### Мышление схемами
|   | a | b | c | d | e | f | g | h |   |
| - | --- | --- | --- | --- | --- | --- | --- | --- | - |
| 8 | f8 чёрная ладья · e7 чёрная ладья · h7 чёрная пешка · b6 чёрная пешка · d6 чёрная пешка · g6 чёрный король · a5 чёрная пешка · b5 белая пешка · c5 чёрная пешка · f5 чёрная пешка · a4 белая пешка · c4 белая пешка · f4 белая пешка · d3 белая пешка · f3 белый слон · g3 белый конь · d2 белый слон · f2 белая пешка · h2 белая пешка · f1 белый король | f8 чёрная ладья · e7 чёрная ладья · h7 чёрная пешка · b6 чёрная пешка · d6 чёрная пешка · g6 чёрный король · a5 чёрная пешка · b5 белая пешка · c5 чёрная пешка · f5 чёрная пешка · a4 белая пешка · c4 белая пешка · f4 белая пешка · d3 белая пешка · f3 белый слон · g3 белый конь · d2 белый слон · f2 белая пешка · h2 белая пешка · f1 белый король | f8 чёрная ладья · e7 чёрная ладья · h7 чёрная пешка · b6 чёрная пешка · d6 чёрная пешка · g6 чёрный король · a5 чёрная пешка · b5 белая пешка · c5 чёрная пешка · f5 чёрная пешка · a4 белая пешка · c4 белая пешка · f4 белая пешка · d3 белая пешка · f3 белый слон · g3 белый конь · d2 белый слон · f2 белая пешка · h2 белая пешка · f1 белый король | f8 чёрная ладья · e7 чёрная ладья · h7 чёрная пешка · b6 чёрная пешка · d6 чёрная пешка · g6 чёрный король · a5 чёрная пешка · b5 белая пешка · c5 чёрная пешка · f5 чёрная пешка · a4 белая пешка · c4 белая пешка · f4 белая пешка · d3 белая пешка · f3 белый слон · g3 белый конь · d2 белый слон · f2 белая пешка · h2 белая пешка · f1 белый король | f8 чёрная ладья · e7 чёрная ладья · h7 чёрная пешка · b6 чёрная пешка · d6 чёрная пешка · g6 чёрный король · a5 чёрная пешка · b5 белая пешка · c5 чёрная пешка · f5 чёрная пешка · a4 белая пешка · c4 белая пешка · f4 белая пешка · d3 белая пешка · f3 белый слон · g3 белый конь · d2 белый слон · f2 белая пешка · h2 белая пешка · f1 белый король | f8 чёрная ладья · e7 чёрная ладья · h7 чёрная пешка · b6 чёрная пешка · d6 чёрная пешка · g6 чёрный король · a5 чёрная пешка · b5 белая пешка · c5 чёрная пешка · f5 чёрная пешка · a4 белая пешка · c4 белая пешка · f4 белая пешка · d3 белая пешка · f3 белый слон · g3 белый конь · d2 белый слон · f2 белая пешка · h2 белая пешка · f1 белый король | f8 чёрная ладья · e7 чёрная ладья · h7 чёрная пешка · b6 чёрная пешка · d6 чёрная пешка · g6 чёрный король · a5 чёрная пешка · b5 белая пешка · c5 чёрная пешка · f5 чёрная пешка · a4 белая пешка · c4 белая пешка · f4 белая пешка · d3 белая пешка · f3 белый слон · g3 белый конь · d2 белый слон · f2 белая пешка · h2 белая пешка · f1 белый король | f8 чёрная ладья · e7 чёрная ладья · h7 чёрная пешка · b6 чёрная пешка · d6 чёрная пешка · g6 чёрный король · a5 чёрная пешка · b5 белая пешка · c5 чёрная пешка · f5 чёрная пешка · a4 белая пешка · c4 белая пешка · f4 белая пешка · d3 белая пешка · f3 белый слон · g3 белый конь · d2 белый слон · f2 белая пешка · h2 белая пешка · f1 белый король | 8 |
| 7 | f8 чёрная ладья · e7 чёрная ладья · h7 чёрная пешка · b6 чёрная пешка · d6 чёрная пешка · g6 чёрный король · a5 чёрная пешка · b5 белая пешка · c5 чёрная пешка · f5 чёрная пешка · a4 белая пешка · c4 белая пешка · f4 белая пешка · d3 белая пешка · f3 белый слон · g3 белый конь · d2 белый слон · f2 белая пешка · h2 белая пешка · f1 белый король | f8 чёрная ладья · e7 чёрная ладья · h7 чёрная пешка · b6 чёрная пешка · d6 чёрная пешка · g6 чёрный король · a5 чёрная пешка · b5 белая пешка · c5 чёрная пешка · f5 чёрная пешка · a4 белая пешка · c4 белая пешка · f4 белая пешка · d3 белая пешка · f3 белый слон · g3 белый конь · d2 белый слон · f2 белая пешка · h2 белая пешка · f1 белый король | f8 чёрная ладья · e7 чёрная ладья · h7 чёрная пешка · b6 чёрная пешка · d6 чёрная пешка · g6 чёрный король · a5 чёрная пешка · b5 белая пешка · c5 чёрная пешка · f5 чёрная пешка · a4 белая пешка · c4 белая пешка · f4 белая пешка · d3 белая пешка · f3 белый слон · g3 белый конь · d2 белый слон · f2 белая пешка · h2 белая пешка · f1 белый король | f8 чёрная ладья · e7 чёрная ладья · h7 чёрная пешка · b6 чёрная пешка · d6 чёрная пешка · g6 чёрный король · a5 чёрная пешка · b5 белая пешка · c5 чёрная пешка · f5 чёрная пешка · a4 белая пешка · c4 белая пешка · f4 белая пешка · d3 белая пешка · f3 белый слон · g3 белый конь · d2 белый слон · f2 белая пешка · h2 белая пешка · f1 белый король | f8 чёрная ладья · e7 чёрная ладья · h7 чёрная пешка · b6 чёрная пешка · d6 чёрная пешка · g6 чёрный король · a5 чёрная пешка · b5 белая пешка · c5 чёрная пешка · f5 чёрная пешка · a4 белая пешка · c4 белая пешка · f4 белая пешка · d3 белая пешка · f3 белый слон · g3 белый конь · d2 белый слон · f2 белая пешка · h2 белая пешка · f1 белый король | f8 чёрная ладья · e7 чёрная ладья · h7 чёрная пешка · b6 чёрная пешка · d6 чёрная пешка · g6 чёрный король · a5 чёрная пешка · b5 белая пешка · c5 чёрная пешка · f5 чёрная пешка · a4 белая пешка · c4 белая пешка · f4 белая пешка · d3 белая пешка · f3 белый слон · g3 белый конь · d2 белый слон · f2 белая пешка · h2 белая пешка · f1 белый король | f8 чёрная ладья · e7 чёрная ладья · h7 чёрная пешка · b6 чёрная пешка · d6 чёрная пешка · g6 чёрный король · a5 чёрная пешка · b5 белая пешка · c5 чёрная пешка · f5 чёрная пешка · a4 белая пешка · c4 белая пешка · f4 белая пешка · d3 белая пешка · f3 белый слон · g3 белый конь · d2 белый слон · f2 белая пешка · h2 белая пешка · f1 белый король | f8 чёрная ладья · e7 чёрная ладья · h7 чёрная пешка · b6 чёрная пешка · d6 чёрная пешка · g6 чёрный король · a5 чёрная пешка · b5 белая пешка · c5 чёрная пешка · f5 чёрная пешка · a4 белая пешка · c4 белая пешка · f4 белая пешка · d3 белая пешка · f3 белый слон · g3 белый конь · d2 белый слон · f2 белая пешка · h2 белая пешка · f1 белый король | 7 |
| 6 | f8 чёрная ладья · e7 чёрная ладья · h7 чёрная пешка · b6 чёрная пешка · d6 чёрная пешка · g6 чёрный король · a5 чёрная пешка · b5 белая пешка · c5 чёрная пешка · f5 чёрная пешка · a4 белая пешка · c4 белая пешка · f4 белая пешка · d3 белая пешка · f3 белый слон · g3 белый конь · d2 белый слон · f2 белая пешка · h2 белая пешка · f1 белый король | f8 чёрная ладья · e7 чёрная ладья · h7 чёрная пешка · b6 чёрная пешка · d6 чёрная пешка · g6 чёрный король · a5 чёрная пешка · b5 белая пешка · c5 чёрная пешка · f5 чёрная пешка · a4 белая пешка · c4 белая пешка · f4 белая пешка · d3 белая пешка · f3 белый слон · g3 белый конь · d2 белый слон · f2 белая пешка · h2 белая пешка · f1 белый король | f8 чёрная ладья · e7 чёрная ладья · h7 чёрная пешка · b6 чёрная пешка · d6 чёрная пешка · g6 чёрный король · a5 чёрная пешка · b5 белая пешка · c5 чёрная пешка · f5 чёрная пешка · a4 белая пешка · c4 белая пешка · f4 белая пешка · d3 белая пешка · f3 белый слон · g3 белый конь · d2 белый слон · f2 белая пешка · h2 белая пешка · f1 белый король | f8 чёрная ладья · e7 чёрная ладья · h7 чёрная пешка · b6 чёрная пешка · d6 чёрная пешка · g6 чёрный король · a5 чёрная пешка · b5 белая пешка · c5 чёрная пешка · f5 чёрная пешка · a4 белая пешка · c4 белая пешка · f4 белая пешка · d3 белая пешка · f3 белый слон · g3 белый конь · d2 белый слон · f2 белая пешка · h2 белая пешка · f1 белый король | f8 чёрная ладья · e7 чёрная ладья · h7 чёрная пешка · b6 чёрная пешка · d6 чёрная пешка · g6 чёрный король · a5 чёрная пешка · b5 белая пешка · c5 чёрная пешка · f5 чёрная пешка · a4 белая пешка · c4 белая пешка · f4 белая пешка · d3 белая пешка · f3 белый слон · g3 белый конь · d2 белый слон · f2 белая пешка · h2 белая пешка · f1 белый король | f8 чёрная ладья · e7 чёрная ладья · h7 чёрная пешка · b6 чёрная пешка · d6 чёрная пешка · g6 чёрный король · a5 чёрная пешка · b5 белая пешка · c5 чёрная пешка · f5 чёрная пешка · a4 белая пешка · c4 белая пешка · f4 белая пешка · d3 белая пешка · f3 белый слон · g3 белый конь · d2 белый слон · f2 белая пешка · h2 белая пешка · f1 белый король | f8 чёрная ладья · e7 чёрная ладья · h7 чёрная пешка · b6 чёрная пешка · d6 чёрная пешка · g6 чёрный король · a5 чёрная пешка · b5 белая пешка · c5 чёрная пешка · f5 чёрная пешка · a4 белая пешка · c4 белая пешка · f4 белая пешка · d3 белая пешка · f3 белый слон · g3 белый конь · d2 белый слон · f2 белая пешка · h2 белая пешка · f1 белый король | f8 чёрная ладья · e7 чёрная ладья · h7 чёрная пешка · b6 чёрная пешка · d6 чёрная пешка · g6 чёрный король · a5 чёрная пешка · b5 белая пешка · c5 чёрная пешка · f5 чёрная пешка · a4 белая пешка · c4 белая пешка · f4 белая пешка · d3 белая пешка · f3 белый слон · g3 белый конь · d2 белый слон · f2 белая пешка · h2 белая пешка · f1 белый король | 6 |
| 5 | f8 чёрная ладья · e7 чёрная ладья · h7 чёрная пешка · b6 чёрная пешка · d6 чёрная пешка · g6 чёрный король · a5 чёрная пешка · b5 белая пешка · c5 чёрная пешка · f5 чёрная пешка · a4 белая пешка · c4 белая пешка · f4 белая пешка · d3 белая пешка · f3 белый слон · g3 белый конь · d2 белый слон · f2 белая пешка · h2 белая пешка · f1 белый король | f8 чёрная ладья · e7 чёрная ладья · h7 чёрная пешка · b6 чёрная пешка · d6 чёрная пешка · g6 чёрный король · a5 чёрная пешка · b5 белая пешка · c5 чёрная пешка · f5 чёрная пешка · a4 белая пешка · c4 белая пешка · f4 белая пешка · d3 белая пешка · f3 белый слон · g3 белый конь · d2 белый слон · f2 белая пешка · h2 белая пешка · f1 белый король | f8 чёрная ладья · e7 чёрная ладья · h7 чёрная пешка · b6 чёрная пешка · d6 чёрная пешка · g6 чёрный король · a5 чёрная пешка · b5 белая пешка · c5 чёрная пешка · f5 чёрная пешка · a4 белая пешка · c4 белая пешка · f4 белая пешка · d3 белая пешка · f3 белый слон · g3 белый конь · d2 белый слон · f2 белая пешка · h2 белая пешка · f1 белый король | f8 чёрная ладья · e7 чёрная ладья · h7 чёрная пешка · b6 чёрная пешка · d6 чёрная пешка · g6 чёрный король · a5 чёрная пешка · b5 белая пешка · c5 чёрная пешка · f5 чёрная пешка · a4 белая пешка · c4 белая пешка · f4 белая пешка · d3 белая пешка · f3 белый слон · g3 белый конь · d2 белый слон · f2 белая пешка · h2 белая пешка · f1 белый король | f8 чёрная ладья · e7 чёрная ладья · h7 чёрная пешка · b6 чёрная пешка · d6 чёрная пешка · g6 чёрный король · a5 чёрная пешка · b5 белая пешка · c5 чёрная пешка · f5 чёрная пешка · a4 белая пешка · c4 белая пешка · f4 белая пешка · d3 белая пешка · f3 белый слон · g3 белый конь · d2 белый слон · f2 белая пешка · h2 белая пешка · f1 белый король | f8 чёрная ладья · e7 чёрная ладья · h7 чёрная пешка · b6 чёрная пешка · d6 чёрная пешка · g6 чёрный король · a5 чёрная пешка · b5 белая пешка · c5 чёрная пешка · f5 чёрная пешка · a4 белая пешка · c4 белая пешка · f4 белая пешка · d3 белая пешка · f3 белый слон · g3 белый конь · d2 белый слон · f2 белая пешка · h2 белая пешка · f1 белый король | f8 чёрная ладья · e7 чёрная ладья · h7 чёрная пешка · b6 чёрная пешка · d6 чёрная пешка · g6 чёрный король · a5 чёрная пешка · b5 белая пешка · c5 чёрная пешка · f5 чёрная пешка · a4 белая пешка · c4 белая пешка · f4 белая пешка · d3 белая пешка · f3 белый слон · g3 белый конь · d2 белый слон · f2 белая пешка · h2 белая пешка · f1 белый король | f8 чёрная ладья · e7 чёрная ладья · h7 чёрная пешка · b6 чёрная пешка · d6 чёрная пешка · g6 чёрный король · a5 чёрная пешка · b5 белая пешка · c5 чёрная пешка · f5 чёрная пешка · a4 белая пешка · c4 белая пешка · f4 белая пешка · d3 белая пешка · f3 белый слон · g3 белый конь · d2 белый слон · f2 белая пешка · h2 белая пешка · f1 белый король | 5 |
| 4 | f8 чёрная ладья · e7 чёрная ладья · h7 чёрная пешка · b6 чёрная пешка · d6 чёрная пешка · g6 чёрный король · a5 чёрная пешка · b5 белая пешка · c5 чёрная пешка · f5 чёрная пешка · a4 белая пешка · c4 белая пешка · f4 белая пешка · d3 белая пешка · f3 белый слон · g3 белый конь · d2 белый слон · f2 белая пешка · h2 белая пешка · f1 белый король | f8 чёрная ладья · e7 чёрная ладья · h7 чёрная пешка · b6 чёрная пешка · d6 чёрная пешка · g6 чёрный король · a5 чёрная пешка · b5 белая пешка · c5 чёрная пешка · f5 чёрная пешка · a4 белая пешка · c4 белая пешка · f4 белая пешка · d3 белая пешка · f3 белый слон · g3 белый конь · d2 белый слон · f2 белая пешка · h2 белая пешка · f1 белый король | f8 чёрная ладья · e7 чёрная ладья · h7 чёрная пешка · b6 чёрная пешка · d6 чёрная пешка · g6 чёрный король · a5 чёрная пешка · b5 белая пешка · c5 чёрная пешка · f5 чёрная пешка · a4 белая пешка · c4 белая пешка · f4 белая пешка · d3 белая пешка · f3 белый слон · g3 белый конь · d2 белый слон · f2 белая пешка · h2 белая пешка · f1 белый король | f8 чёрная ладья · e7 чёрная ладья · h7 чёрная пешка · b6 чёрная пешка · d6 чёрная пешка · g6 чёрный король · a5 чёрная пешка · b5 белая пешка · c5 чёрная пешка · f5 чёрная пешка · a4 белая пешка · c4 белая пешка · f4 белая пешка · d3 белая пешка · f3 белый слон · g3 белый конь · d2 белый слон · f2 белая пешка · h2 белая пешка · f1 белый король | f8 чёрная ладья · e7 чёрная ладья · h7 чёрная пешка · b6 чёрная пешка · d6 чёрная пешка · g6 чёрный король · a5 чёрная пешка · b5 белая пешка · c5 чёрная пешка · f5 чёрная пешка · a4 белая пешка · c4 белая пешка · f4 белая пешка · d3 белая пешка · f3 белый слон · g3 белый конь · d2 белый слон · f2 белая пешка · h2 белая пешка · f1 белый король | f8 чёрная ладья · e7 чёрная ладья · h7 чёрная пешка · b6 чёрная пешка · d6 чёрная пешка · g6 чёрный король · a5 чёрная пешка · b5 белая пешка · c5 чёрная пешка · f5 чёрная пешка · a4 белая пешка · c4 белая пешка · f4 белая пешка · d3 белая пешка · f3 белый слон · g3 белый конь · d2 белый слон · f2 белая пешка · h2 белая пешка · f1 белый король | f8 чёрная ладья · e7 чёрная ладья · h7 чёрная пешка · b6 чёрная пешка · d6 чёрная пешка · g6 чёрный король · a5 чёрная пешка · b5 белая пешка · c5 чёрная пешка · f5 чёрная пешка · a4 белая пешка · c4 белая пешка · f4 белая пешка · d3 белая пешка · f3 белый слон · g3 белый конь · d2 белый слон · f2 белая пешка · h2 белая пешка · f1 белый король | f8 чёрная ладья · e7 чёрная ладья · h7 чёрная пешка · b6 чёрная пешка · d6 чёрная пешка · g6 чёрный король · a5 чёрная пешка · b5 белая пешка · c5 чёрная пешка · f5 чёрная пешка · a4 белая пешка · c4 белая пешка · f4 белая пешка · d3 белая пешка · f3 белый слон · g3 белый конь · d2 белый слон · f2 белая пешка · h2 белая пешка · f1 белый король | 4 |
| 3 | f8 чёрная ладья · e7 чёрная ладья · h7 чёрная пешка · b6 чёрная пешка · d6 чёрная пешка · g6 чёрный король · a5 чёрная пешка · b5 белая пешка · c5 чёрная пешка · f5 чёрная пешка · a4 белая пешка · c4 белая пешка · f4 белая пешка · d3 белая пешка · f3 белый слон · g3 белый конь · d2 белый слон · f2 белая пешка · h2 белая пешка · f1 белый король | f8 чёрная ладья · e7 чёрная ладья · h7 чёрная пешка · b6 чёрная пешка · d6 чёрная пешка · g6 чёрный король · a5 чёрная пешка · b5 белая пешка · c5 чёрная пешка · f5 чёрная пешка · a4 белая пешка · c4 белая пешка · f4 белая пешка · d3 белая пешка · f3 белый слон · g3 белый конь · d2 белый слон · f2 белая пешка · h2 белая пешка · f1 белый король | f8 чёрная ладья · e7 чёрная ладья · h7 чёрная пешка · b6 чёрная пешка · d6 чёрная пешка · g6 чёрный король · a5 чёрная пешка · b5 белая пешка · c5 чёрная пешка · f5 чёрная пешка · a4 белая пешка · c4 белая пешка · f4 белая пешка · d3 белая пешка · f3 белый слон · g3 белый конь · d2 белый слон · f2 белая пешка · h2 белая пешка · f1 белый король | f8 чёрная ладья · e7 чёрная ладья · h7 чёрная пешка · b6 чёрная пешка · d6 чёрная пешка · g6 чёрный король · a5 чёрная пешка · b5 белая пешка · c5 чёрная пешка · f5 чёрная пешка · a4 белая пешка · c4 белая пешка · f4 белая пешка · d3 белая пешка · f3 белый слон · g3 белый конь · d2 белый слон · f2 белая пешка · h2 белая пешка · f1 белый король | f8 чёрная ладья · e7 чёрная ладья · h7 чёрная пешка · b6 чёрная пешка · d6 чёрная пешка · g6 чёрный король · a5 чёрная пешка · b5 белая пешка · c5 чёрная пешка · f5 чёрная пешка · a4 белая пешка · c4 белая пешка · f4 белая пешка · d3 белая пешка · f3 белый слон · g3 белый конь · d2 белый слон · f2 белая пешка · h2 белая пешка · f1 белый король | f8 чёрная ладья · e7 чёрная ладья · h7 чёрная пешка · b6 чёрная пешка · d6 чёрная пешка · g6 чёрный король · a5 чёрная пешка · b5 белая пешка · c5 чёрная пешка · f5 чёрная пешка · a4 белая пешка · c4 белая пешка · f4 белая пешка · d3 белая пешка · f3 белый слон · g3 белый конь · d2 белый слон · f2 белая пешка · h2 белая пешка · f1 белый король | f8 чёрная ладья · e7 чёрная ладья · h7 чёрная пешка · b6 чёрная пешка · d6 чёрная пешка · g6 чёрный король · a5 чёрная пешка · b5 белая пешка · c5 чёрная пешка · f5 чёрная пешка · a4 белая пешка · c4 белая пешка · f4 белая пешка · d3 белая пешка · f3 белый слон · g3 белый конь · d2 белый слон · f2 белая пешка · h2 белая пешка · f1 белый король | f8 чёрная ладья · e7 чёрная ладья · h7 чёрная пешка · b6 чёрная пешка · d6 чёрная пешка · g6 чёрный король · a5 чёрная пешка · b5 белая пешка · c5 чёрная пешка · f5 чёрная пешка · a4 белая пешка · c4 белая пешка · f4 белая пешка · d3 белая пешка · f3 белый слон · g3 белый конь · d2 белый слон · f2 белая пешка · h2 белая пешка · f1 белый король | 3 |
| 2 | f8 чёрная ладья · e7 чёрная ладья · h7 чёрная пешка · b6 чёрная пешка · d6 чёрная пешка · g6 чёрный король · a5 чёрная пешка · b5 белая пешка · c5 чёрная пешка · f5 чёрная пешка · a4 белая пешка · c4 белая пешка · f4 белая пешка · d3 белая пешка · f3 белый слон · g3 белый конь · d2 белый слон · f2 белая пешка · h2 белая пешка · f1 белый король | f8 чёрная ладья · e7 чёрная ладья · h7 чёрная пешка · b6 чёрная пешка · d6 чёрная пешка · g6 чёрный король · a5 чёрная пешка · b5 белая пешка · c5 чёрная пешка · f5 чёрная пешка · a4 белая пешка · c4 белая пешка · f4 белая пешка · d3 белая пешка · f3 белый слон · g3 белый конь · d2 белый слон · f2 белая пешка · h2 белая пешка · f1 белый король | f8 чёрная ладья · e7 чёрная ладья · h7 чёрная пешка · b6 чёрная пешка · d6 чёрная пешка · g6 чёрный король · a5 чёрная пешка · b5 белая пешка · c5 чёрная пешка · f5 чёрная пешка · a4 белая пешка · c4 белая пешка · f4 белая пешка · d3 белая пешка · f3 белый слон · g3 белый конь · d2 белый слон · f2 белая пешка · h2 белая пешка · f1 белый король | f8 чёрная ладья · e7 чёрная ладья · h7 чёрная пешка · b6 чёрная пешка · d6 чёрная пешка · g6 чёрный король · a5 чёрная пешка · b5 белая пешка · c5 чёрная пешка · f5 чёрная пешка · a4 белая пешка · c4 белая пешка · f4 белая пешка · d3 белая пешка · f3 белый слон · g3 белый конь · d2 белый слон · f2 белая пешка · h2 белая пешка · f1 белый король | f8 чёрная ладья · e7 чёрная ладья · h7 чёрная пешка · b6 чёрная пешка · d6 чёрная пешка · g6 чёрный король · a5 чёрная пешка · b5 белая пешка · c5 чёрная пешка · f5 чёрная пешка · a4 белая пешка · c4 белая пешка · f4 белая пешка · d3 белая пешка · f3 белый слон · g3 белый конь · d2 белый слон · f2 белая пешка · h2 белая пешка · f1 белый король | f8 чёрная ладья · e7 чёрная ладья · h7 чёрная пешка · b6 чёрная пешка · d6 чёрная пешка · g6 чёрный король · a5 чёрная пешка · b5 белая пешка · c5 чёрная пешка · f5 чёрная пешка · a4 белая пешка · c4 белая пешка · f4 белая пешка · d3 белая пешка · f3 белый слон · g3 белый конь · d2 белый слон · f2 белая пешка · h2 белая пешка · f1 белый король | f8 чёрная ладья · e7 чёрная ладья · h7 чёрная пешка · b6 чёрная пешка · d6 чёрная пешка · g6 чёрный король · a5 чёрная пешка · b5 белая пешка · c5 чёрная пешка · f5 чёрная пешка · a4 белая пешка · c4 белая пешка · f4 белая пешка · d3 белая пешка · f3 белый слон · g3 белый конь · d2 белый слон · f2 белая пешка · h2 белая пешка · f1 белый король | f8 чёрная ладья · e7 чёрная ладья · h7 чёрная пешка · b6 чёрная пешка · d6 чёрная пешка · g6 чёрный король · a5 чёрная пешка · b5 белая пешка · c5 чёрная пешка · f5 чёрная пешка · a4 белая пешка · c4 белая пешка · f4 белая пешка · d3 белая пешка · f3 белый слон · g3 белый конь · d2 белый слон · f2 белая пешка · h2 белая пешка · f1 белый король | 2 |
| 1 | f8 чёрная ладья · e7 чёрная ладья · h7 чёрная пешка · b6 чёрная пешка · d6 чёрная пешка · g6 чёрный король · a5 чёрная пешка · b5 белая пешка · c5 чёрная пешка · f5 чёрная пешка · a4 белая пешка · c4 белая пешка · f4 белая пешка · d3 белая пешка · f3 белый слон · g3 белый конь · d2 белый слон · f2 белая пешка · h2 белая пешка · f1 белый король | f8 чёрная ладья · e7 чёрная ладья · h7 чёрная пешка · b6 чёрная пешка · d6 чёрная пешка · g6 чёрный король · a5 чёрная пешка · b5 белая пешка · c5 чёрная пешка · f5 чёрная пешка · a4 белая пешка · c4 белая пешка · f4 белая пешка · d3 белая пешка · f3 белый слон · g3 белый конь · d2 белый слон · f2 белая пешка · h2 белая пешка · f1 белый король | f8 чёрная ладья · e7 чёрная ладья · h7 чёрная пешка · b6 чёрная пешка · d6 чёрная пешка · g6 чёрный король · a5 чёрная пешка · b5 белая пешка · c5 чёрная пешка · f5 чёрная пешка · a4 белая пешка · c4 белая пешка · f4 белая пешка · d3 белая пешка · f3 белый слон · g3 белый конь · d2 белый слон · f2 белая пешка · h2 белая пешка · f1 белый король | f8 чёрная ладья · e7 чёрная ладья · h7 чёрная пешка · b6 чёрная пешка · d6 чёрная пешка · g6 чёрный король · a5 чёрная пешка · b5 белая пешка · c5 чёрная пешка · f5 чёрная пешка · a4 белая пешка · c4 белая пешка · f4 белая пешка · d3 белая пешка · f3 белый слон · g3 белый конь · d2 белый слон · f2 белая пешка · h2 белая пешка · f1 белый король | f8 чёрная ладья · e7 чёрная ладья · h7 чёрная пешка · b6 чёрная пешка · d6 чёрная пешка · g6 чёрный король · a5 чёрная пешка · b5 белая пешка · c5 чёрная пешка · f5 чёрная пешка · a4 белая пешка · c4 белая пешка · f4 белая пешка · d3 белая пешка · f3 белый слон · g3 белый конь · d2 белый слон · f2 белая пешка · h2 белая пешка · f1 белый король | f8 чёрная ладья · e7 чёрная ладья · h7 чёрная пешка · b6 чёрная пешка · d6 чёрная пешка · g6 чёрный король · a5 чёрная пешка · b5 белая пешка · c5 чёрная пешка · f5 чёрная пешка · a4 белая пешка · c4 белая пешка · f4 белая пешка · d3 белая пешка · f3 белый слон · g3 белый конь · d2 белый слон · f2 белая пешка · h2 белая пешка · f1 белый король | f8 чёрная ладья · e7 чёрная ладья · h7 чёрная пешка · b6 чёрная пешка · d6 чёрная пешка · g6 чёрный король · a5 чёрная пешка · b5 белая пешка · c5 чёрная пешка · f5 чёрная пешка · a4 белая пешка · c4 белая пешка · f4 белая пешка · d3 белая пешка · f3 белый слон · g3 белый конь · d2 белый слон · f2 белая пешка · h2 белая пешка · f1 белый король | f8 чёрная ладья · e7 чёрная ладья · h7 чёрная пешка · b6 чёрная пешка · d6 чёрная пешка · g6 чёрный король · a5 чёрная пешка · b5 белая пешка · c5 чёрная пешка · f5 чёрная пешка · a4 белая пешка · c4 белая пешка · f4 белая пешка · d3 белая пешка · f3 белый слон · g3 белый конь · d2 белый слон · f2 белая пешка · h2 белая пешка · f1 белый король | 1 |
|   | a | b | c | d | e | f | g | h |   |

В этом положении чёрные сдались, не приступая к доигрыванию. Х. Р. Капабланка указал в примечаниях к партии способ выигрыша:
- белые переводят слона на c3
- продвигают пешку до h5
- чёрный король отойдёт на h7 после h7—h6
- белые переводят слона на h3
- потом переводят коня на d5
- после вынужденного Лb8(b7)
- белые выигрывают качество после Кf6